# Anoplodactylus nodosus
Anoplodactylus nodosus är en havsspindelart som beskrevs av Hilton, W.A. 1939. Anoplodactylus nodosus ingår i släktet Anoplodactylus och familjen Phoxichilidiidae. Inga underarter finns listade i Catalogue of Life.